# Aron Pálmarsson
Aron Pálmarsson (Hafnarfjörður, 1990. július 19. –) izlandi válogatott kézilabdázó.

## Pályafutása

### Klubcsapatokban
Aron Pálmarsson szülővárosában, Hafnarfjörðurban kezdett sportolni, gyerekkorában labdarúgó szeretett volna lenni, de még fiatalként  a kézilabda mellett döntött. 17 évesen mutatkozott be  az izlandi bajnokságban, 16 mérkőzésen 115 gólt szerzett, ami felkeltette Európa nagyobb klubjainak érdeklődését is. 2008. december 20-án jelentették be, hogy 2009 júliusában a német bajnok THW Kielhez igazolt, amely már két évvel azt megelőzően előszerződést kötött az egyik legnagyobb tehetségnek tartott játékossal. Kielben négyéves szerződést írt alá, amelyet 2010-ben újabb két évvel meghosszabbítottak 2015 nyaráig. A német csapattal két Bajnokok ligája címet, öt német bajnoki címet és három német kupagyőzelmet szerzett. 2015 nyarán igazolt Magyarországra, az MVM Veszprém KC csapatához. A bakonyi csapattal a 2015–2016-os Bajnokok Ligája idényben  a döntőbe jutott, de ott hiába vezetett a Veszprém már kilenc góllal, végül a lengyel Kielce nyerte a mérkőzést. A kölni négyes döntőben Pálmarrsont választották az MVP-nek, azaz a legjobb játékosnak.
A következő szezont megelőzően megelőzően hallani lehetett arról, hogy visszatér a Kielhez, de az izlandi végül maradt Veszprémben. Az őszi idény nagy részében csípősérüléssel bajlódott, emiatt a 2017-es Európa-bajnokságot is ki kellett hagynia. A Bajnokok Ligája 2016–2017-es kiírásában harmadik helyen végzett a Telekom Veszprém, Pálmarssont pedig beválasztották a négyes döntő All Star csapatába.
A következő szezont megelőző nyáron a Barcelona Lassa mutatott egyre nagyobb érdeklődést az izlandi irányító iránt, akit vezetőedzője és csapattársai is a világ legjobbjának neveztek.

| „             | Ha Karabatić megszerzi a labdát, akkor nem lehet megállítani. Olyan, mint egy gladiátor. Pálmarsson ugyanakkor elegáns játékos, sokkal inkább kedveli a látványosságot és a show-t | ” |
| – Nagy László | |   |

A nyár folyamán több európai élklub is érdeklődött Pálmarsson iránt, de a kért kivásárlási árat egyik sem fizette ki. Pálmarsson az első edzés előtt kijelentette, hogy nem kíván többet a veszprémi csapatban pályára lépni és a Barcelonához szeretne igazolni. A felkészülési időszak első edzőtáborába már nem tartott a csapattal. Az izlandi játékosnak 2018 nyaráig szóló szerződése volt, emiatt a klubja szerződésszegés miatt feljelentette az európai érdekképviseleti szervénél. Pálmarsson ezután aláírta 2018 nyarától 2021-ig érvényes szerződését a Barcelonával, de mivel 2017 őszén a Barcelona irányítója, Lasse Andersson megsérült, a spanyol csapat kifizette a játékos kivásárlási árát, így Pálmarsson már 2017 novemberében a katalánok játékosa lett.
A spanyol csapatban négyszer lett spanyol bajnok és kupagyőztes, 2021-ben pedig Bajnokok Ligáját nyert. A Final Fourban Pálmarsson nem lépett pályára sérülés miatt, az elődöntőre nem is nevezték, a döntőben a kispadra már leülhetett, de nem cserélték be a mérkőzés folyamán. 
2021-ben hároméves szerződést kötött a dán bajnok Aalborg Håndbolddal. Szerződését azonban nem töltötte ki, két dán bajnoki ezüstérem után 2023-ban személyes okokra hivatkozva kérte szerződése felbontását és ezután visszatért izlandi nevelőegyesületéhez, az FH Hafnarfjörðurhoz.
2024. október  21-én Xavi Pascual vezetőedző külön kérésére szerződtette a Veszprém, Pálmarsson pedig 2026 nyaráig írt alá régi-új klubjához. A szezon végén magyar bajnokságot nyert csapatával, majd egészségi állapotára tekintettel kérte szerződése felbontását, amelyet a veszprémi csapat teljesített is. Pálmarsson ezzel egyúttal a kézilabda-pályafutását is lezárta.

### A válogatottban
Az izlandi válogatottal a 2010-es Európa-bajnokság volt az első világeseménye, amelyen bronzérmes lett. Részt vett a válogatottal a 2012-es londoni olimpián, ahol a negyeddöntőig jutott csapatával, és az All-star csapatba is bekerült.

## Család
Édesapja, Vater Pálmar Sigurðsson profi kosárlabdázó volt. Anyai ágon Eiður Guðjohnsen, az FC Barcelona és a Chelsea FC voltlabdarúgója a nagybátyja.

## Sikerei, díjai
THW Kiel
- Bajnokok Ligája-győztes: 2010, 2012
- Német bajnokság győztese: 2010, 2012, 2013, 2014, 2015
- Német kupa győztese: 2011, 2012, 2013

Telekom Veszprém
- Magyar bajnokság győztese: 2016, 2017, 2025
- Magyar kézilabdakupa győztese: 2016, 2017
- SEHA-liga-győztese: 2016

FC Barcelona
- Spanyol bajnokság győztese: 2018, 2019, 2020, 2021
- Spanyol kupa győztese: 2018, 2019, 2020, 2021
- Bajnokok Ligája győztes: 2021
  - döntős: 2020

Izlandi válogatott
- Európa-bajnokság bronzérmese: 2010

Egyéni
- Az év izlandi kézilabdázója: 2012, 2020[1]
- All-Star csapat tagja olimpián: 2012
- Bajnokok Ligája Final Four legértékesebb játékosa: 2014, 2016